# 24411 Janches
24411 Janches este un asteroid din centura principală de asteroizi.

## Descriere
24411 Janches este un asteroid din centura principală de asteroizi. A fost descoperit pe 7 ianuarie 2000 la Stația Anderson Mesa în cadrul programului LONEOS. Asteroidul prezintă o orbită caracterizată de o semiaxă mare de 2,61 ua, o excentricitate de 0,15 și o înclinație de 11,2° în raport cu ecliptica.